# Turkey International 2015
Die Turkey International 2015 im Badminton fanden vom 17. bis zum 20. Dezember 2015 in Mersin statt. Es war die achte Auflage der Turnierserie.

## Sieger und Platzierte
| Disziplin    | Gold                            | Silber                         | Bronze                                       |
| ------------ | ------------------------------- | ------------------------------ | -------------------------------------------- |
| Herreneinzel | Marc Zwiebler                   | Harsheel Dani                  | Kasper Lehikoinen                            |
| Herreneinzel | Marc Zwiebler                   | Harsheel Dani                  | Dmytro Zavadsky                              |
| Dameneinzel  | Karin Schnaase                  | Kati Tolmoff                   | Delphine Lansac                              |
| Dameneinzel  | Karin Schnaase                  | Kati Tolmoff                   | Sashina Vignes Waran                         |
| Herrendoppel | Kasper Antonsen Niclas Nøhr     | Adam Cwalina Przemysław Wacha  | Vatannejad-Soroush Eskandari Farzin Khanjani |
| Herrendoppel | Kasper Antonsen Niclas Nøhr     | Adam Cwalina Przemysław Wacha  | K. Nandagopal Shlok Ramchandran              |
| Damendoppel  | Gabriela Stoeva Stefani Stoeva  | Özge Bayrak Neslihan Yiğit     | Johanna Goliszewski Carla Nelte              |
| Damendoppel  | Gabriela Stoeva Stefani Stoeva  | Özge Bayrak Neslihan Yiğit     | Setyana Mapasa Gronya Somerville             |
| Mixed        | Robert Mateusiak Nadieżda Zięba | Matthew Chau Gronya Somerville | Yusuf Ramazan Bay Neslihan Kılıç             |
| Mixed        | Robert Mateusiak Nadieżda Zięba | Matthew Chau Gronya Somerville | Sawan Serasinghe Setyana Mapasa              |